# Belvosia luteola
Belvosia luteola là một loài ruồi trong họ Tachinidae.